# 昆巴
昆巴是非洲中西部國家喀麥隆的城市，由西南省負責管轄，海拔高度240米，受赤道多雨氣候影響，每年二月至十一月是雨季，是可可和棕櫚油的貿易中心，2005年人口144,268。
4°38′N 9°27′E / 4.633°N 9.450°E